# دولینگ‌آپ، وسترن استرالیا
دولینگ‌آپ (به انگلیسی: Dwellingup) یک شهرک در استرالیا است که در استرالیای غربی واقع شده‌است.